# Futakoi alternative
Autre
Futakoi alternative (フタコイ オルタナティブ, futakoi olutanatibu) est un anime de treize épisodes réalisé par Hina Futaba et Mutsumi Sasaki, produit par les studios ufotable, MediaWorks et feel. Il est diffusé au Japon en 2005 sur Aichi Television Broadcasting.
L'histoire n'a rien à voir avec celle de la première saison de Futakoi, même si elle en reprend les personnages principaux (un garçon et plusieurs jumelles).

## Doublage
|                 | Japonais         |
| --------------- | ---------------- |
| Rentarō Futaba  | Tomokazu Seki    |
| Sara Shirogane  | Kaori Mizuhashi  |
| Sōju Shirogane  | Mai Kadowaki     |
| Kaoruko Ichijō  | Yui Horie        |
| Sumireko Ichijō | Ami Koshimizu    |
| Kira Sakurazuki | Yui Itsuki       |
| Yura Sakurazuki | Hiromi Tsunakake |
| Lulu Hinagiku   | Shizuka Hasegawa |
| Lala Hinagiku   | Yurika Ochiai    |
| Ui Chigusa      | Kozue Yoshisumi  |
| Koi Chigusa     | Natsuko Kuwatani |
| Ai Momoi        | Chiaki Takahashi |
| Mai Momoi       | Minako Sango     |

## Liste des épisodes
| No | Titre anglais                                          | Titre japonais                     | Titre japonais | Date de 1re diffusion |
| No | Titre anglais                                          | Kanji                              | Rōmaji         | Date de 1re diffusion |
| -- | ------------------------------------------------------ | ---------------------------------- | -------------- | --------------------- |
| 01 | Croquettes, Helicopters, Underground Boxing and I      | コロッケとヘリと地下ボクシングと私 |                | 6 avril 2005          |
| 02 | No-name Day                                            | ノーネーム・デイ                   |                | 13 avril 2005         |
| 03 | Emerald Mountain Yeah!                                 | エメラルドマウンテン・ハイ         |                | 20 avril 2005         |
| 04 | NIKOPAKU Rhapsody                                      | ニコパク・ラプソディ               |                | 27 avril 2005         |
| 05 | 7 Dayz and Happy Dayz                                  | 7DAYZ(…and Happy Dayz)             |                | 4 mai 2005            |
| 06 | Why Did You Separate, Even Though You Love Each Other? | どうして好きなのに別れちゃったの?  |                | 11 mai 2005           |
| 07 | Futaba Rentarou's First Case                           | 双葉恋太郎最初の事件               |                | 18 mai 2005           |
| 08 | Sa is for Sayonara                                     | サはさよならのサ                   |                | 25 mai 2005           |
| 09 | Futakoi                                                | フタコイ                           |                | 1er juin 2005         |
| 10 | Dance Like a Bear, Sting Like a Squid                  | クマのように舞い イカのように刺す  |                | 8 juin 2005           |
| 11 | Futagotamagawa in Flames                               | 燃える二子魂川                     |                | 15 juin 2005          |
| 12 | To the Place Where There is Light                      | 光ある場所へ                       |                | 22 juin 2005          |
| 13 | We Want to Be Three                                    | 3人でいたい                        |                | 29 juin 2005          |